# Edificio Andrew Mellon
El Edificio Andrew Mellon, también conocido como Apartamentos McCormick o Apartamentos Mellon es un edificio de apartamentos emblemático ubicado en la Avenida Massachusetts en Washington D.C, cuyos habitantes alguna vez incluyeron a Andrew W. Mellon. Actualmente es el edificio sede del Instituto Americano de Empresas.

## Historia

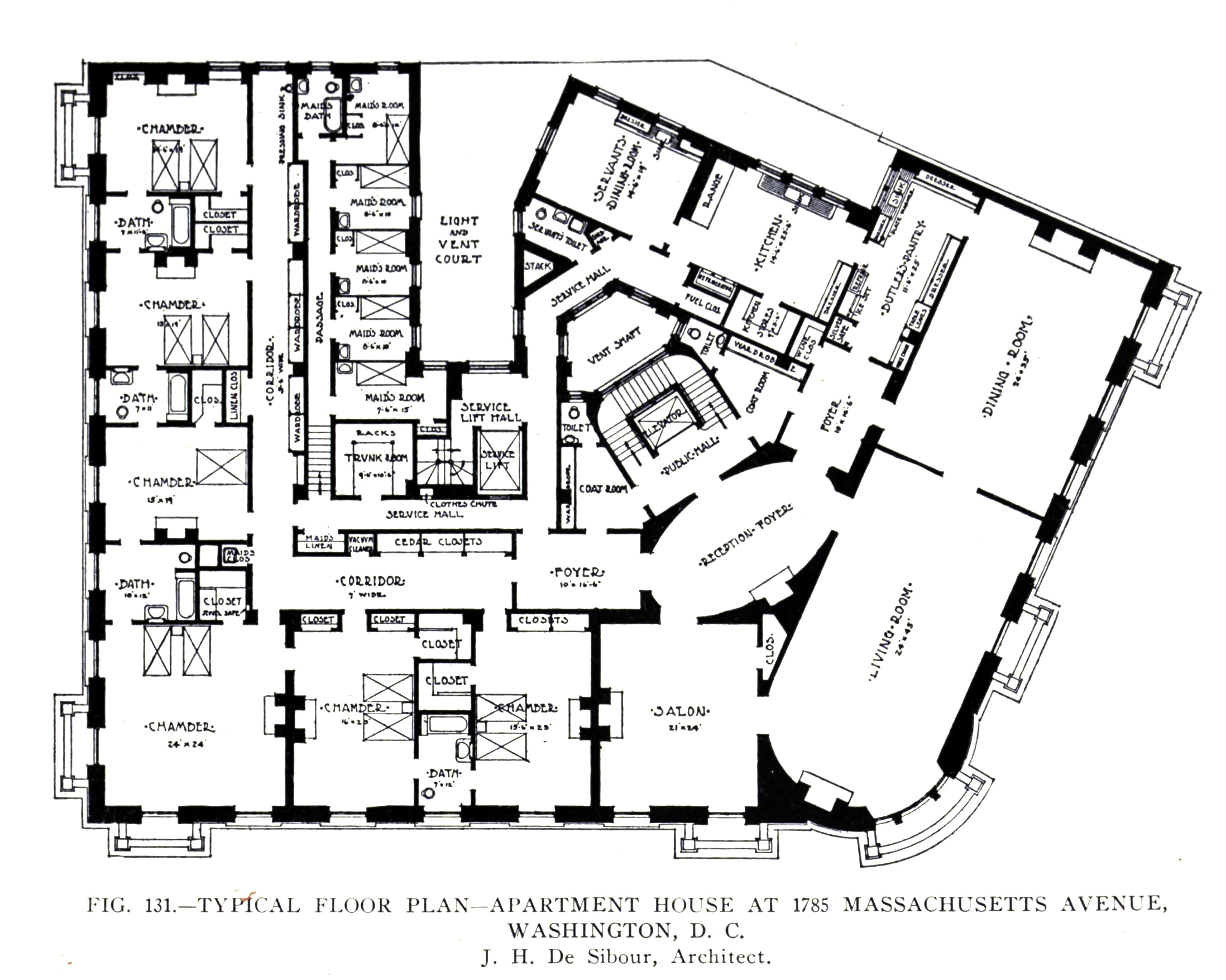
El plano del edificio.

El edificio Andrew Mellon fue mandado a construir por Stanley McCormick, heredero de la fortuna International Harvester en 1915 y fue terminado en 1917. Jules Henri de Sibour, con sede en Washington, fue el arquitecto del edificio. Este fue uno de los primeros edificios de apartamentos de Washington para una vida de lujo. 
La estructura estaba destinada a encajar con otros edificios de Estilo Beaux Arts en el vecindario de Dupont Circle. La composición del edificio es de tres elevaciones principales, que sirven como punto de pivote para un bulevar residencial y dos intersecciones de calles. Las seis unidades que contenía originalmente tenían alojamiento para más de cuarenta sirvientes. Algunas de las personalidades más distinguidas de la capital vivieron aquí. Una lista parcial de estos residentes, de la Encuesta de Edificios Históricos Estadounidenses, incluye a:
- Thomas F. Ryan, 1920–1922
- Robert Woods Bliss, 1920–1923
- Edwin T. Meredith, 1921
- Andrew William Mellon, 1922–1937
- Sumner Welles, 1921-1927
- Alanson B. Houghton, 1930–1934

El industrial millonario Andrew Mellon es quizás el más significativo de estos ocupantes anteriores. Fue secretario de Hacienda de 1921 a 1932. Este fue el mandato más largo desde Albert Gallatin. Mellon hizo de esta su residencia poco después de asumir ese papel, ocupando el último piso desde 1922 hasta su muerte en 1937. Entre sus logros se incluyen la creación del "Plan Mellon", que estimuló el auge económico de la década de 1920, y la fundación de la Galería Nacional de Arte. En 1936, Mellon pagó 21 millones de dólares por pinturas y esculturas propiedad de Joseph Duveen, un comerciante de arte que alquilaba el apartamento de abajo. En ese momento, esta fue la transacción de arte más grande registrada.
Después de 1941, el edificio se utilizó para oficinas y finalmente se dividió. La propiedad fue transferida por escritura de Katherine Dexter McCormick al American Council on Education el 31 de marzo de 1950. Más tarde, la propiedad fue transferida a la Institución Brookings el 2 de enero de 1970. Finalmente, el edificio fue vendido al Fideicomiso Nacional para la Preservación Histórica el 28 de octubre de 1976.
El edificio Andrew Mellon fue declarado Hito Histórico Nacional en 1976.

### Venta de 2013
El Fideicomiso Nacional para la Preservación Histórica puso el edificio a la venta a mediados de 2009. La organización dijo que había superado los 60 000 pies cuadrados (5574,2 m²) del edificio, y necesitaba unos 80 000 pies cuadrados (7432,2 m²) más de espacio. Los expertos en bienes raíces creían que la estructura se vendería por $1,000 el pie cuadrado, o $60 millones. Los compradores potenciales consideraron volver a convertirlo en un museo o en apartamentos de lujo, pero no hubo ofertas a ningún precio. Después de que el presidente del Fidecomiso, Richard Moe, dimitiera a principios de 2010 y fuera reemplazado por Stephanie Meeks, la junta directiva de la organización decidió retirar el edificio del mercado para que Meeks no tuviera que dedicar todo su tiempo a encontrar un nuevo hogar para el Fideicomiso Nacional. En cambio, los funcionarios del Fideicomiso Nacional dijeron que rehabilitarían algunas de las ventanas, ventilación y sistemas mecánicos de la estructura y posiblemente agregarían un techo verde.
A finales de junio de 2013, el Fideicomiso Nacional vendió el edificio Mellon al Instituto Americano de Empresas por 36,5 millones de dólares. El Fideicomiso Nacional dijo que alquilará espacio en los dos pisos superiores del edificio de oficinas de Watergate. El Fideicomiso Nacional tiene una ley de preservación histórica permanente que protege tanto el interior como el exterior del Edificio Mellon.